# Dickicht

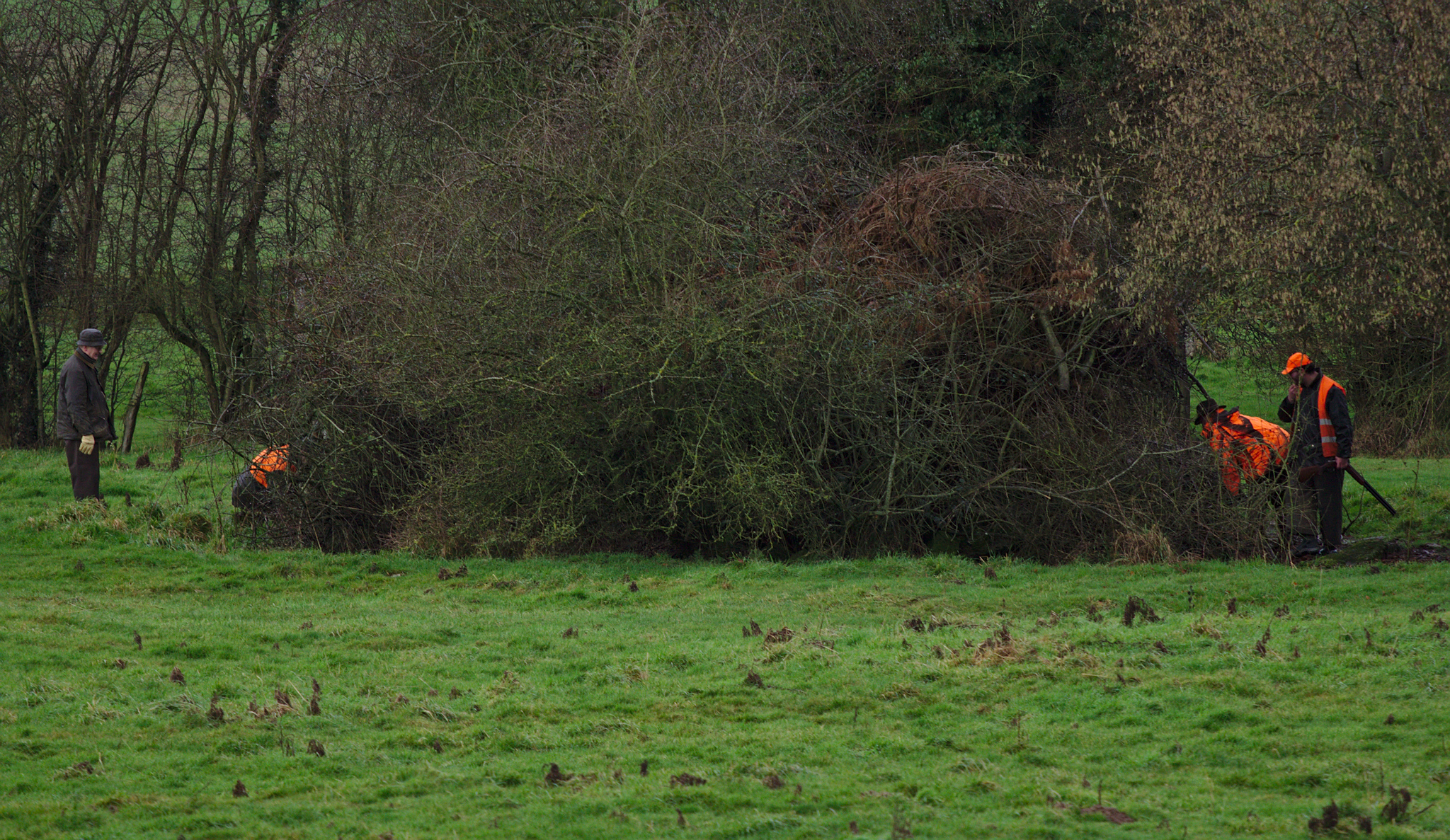
„Auf den Busch klopfen“ – Jäger beim Durchkämmen einer Gehölzinsel während einer Treibjagd in Frankreich

Ein Dickicht (veraltet Dickigt, abgeleitet von dick) ist ein dichtes Buschwerk oder Unterholz (lateinisch densa arborum, englisch thicket). In einer Enzyklopädie von 1774 heißt es dazu, ein Dickicht sei im „Jagd- und Forstwesen, eine dichte oder dicke Stelle in einem Walde, welche stark mit Unterholze bewachsen ist; die Dickung, im Oberdeutschen das Dicket.“ Metaphorisch wird Dickicht auch für ein undurchdringliches Gewirr benutzt.
Dickichte bilden eigene Lebensräume und werden je nach Beschaffenheit und Umgebung als Wald-, Sumpf- oder Schilfdickicht bezeichnet.
Ein künstlich (seit dem Altertum zu Befestigungszwecken) angelegtes Dickicht kann ein Verhack oder Verhau oder ein Haag sein, eine dicke undurchdringliche Hecke, als schützendes, einen Ort umgebendes Dickicht, das zumeist aus dornigen Sträuchern besteht.

## Etymologie
Das Wort lässt sich seit dem 17. Jahrhundert nachweisen und entstammt der Jägersprache, „ein dickicht ist bei den jägern gebräuchlich, als haselndickicht, buchen- fichten- kieferndickicht.“ Es kann sich auch auf andere „dick stehende“ Pflanzen beziehen wie beispielsweise das Rohrdickicht.
Das Wort Dschungel (ursprünglich jangal, vermittelt durch englisch jungle) ist hiermit weitgehend synonym; es bezeichnet ein „(scheinbar) undurchdringliches Dickicht“, bedeutet auf Hindi jedoch einfach „Wildnis“.

## Belletristik und Kunst (Auswahl)
- Ibn al-Athīr: Usd al-ghâba (dt. Die Löwen des Dickichts).
- Bertolt Brecht: Im Dickicht der Städte. Suhrkamp Verlag, Frankfurt am Main 1990, ISBN 3-518-10246-X.
- Gemälde von Iwan Iwanowitsch Schischkin: „Das Dickicht“[5]